# غلوناس

مقارنة بين ارتفاع مدارات أنظمة الملاحة وانظمة الاتصالات, حيث تسبح اقمار غلوناس على ارتفاع 19,130كم.

غلوناس (بالروسية: ГЛОНАСС؛ اللفظ: ‎/ɡlɐ 'nas/‏) هو نظام للملاحة بالأقمار الاصطناعية مبني على الراديو. تُديره قوات الفضاء الروسية لحساب الحكومة الروسية. وهو نظام بديل ومكمل لنظام التموضع العالمي(GPS)الأمريكي. ونظام البوصلة الذي تقدمه الصين، وكذلك نظام جاليليو الذي يعمل عليه الاتحاد الأوروبي، والنظام الهندي الإقليمي للملاحة بالأقمار الصناعية.

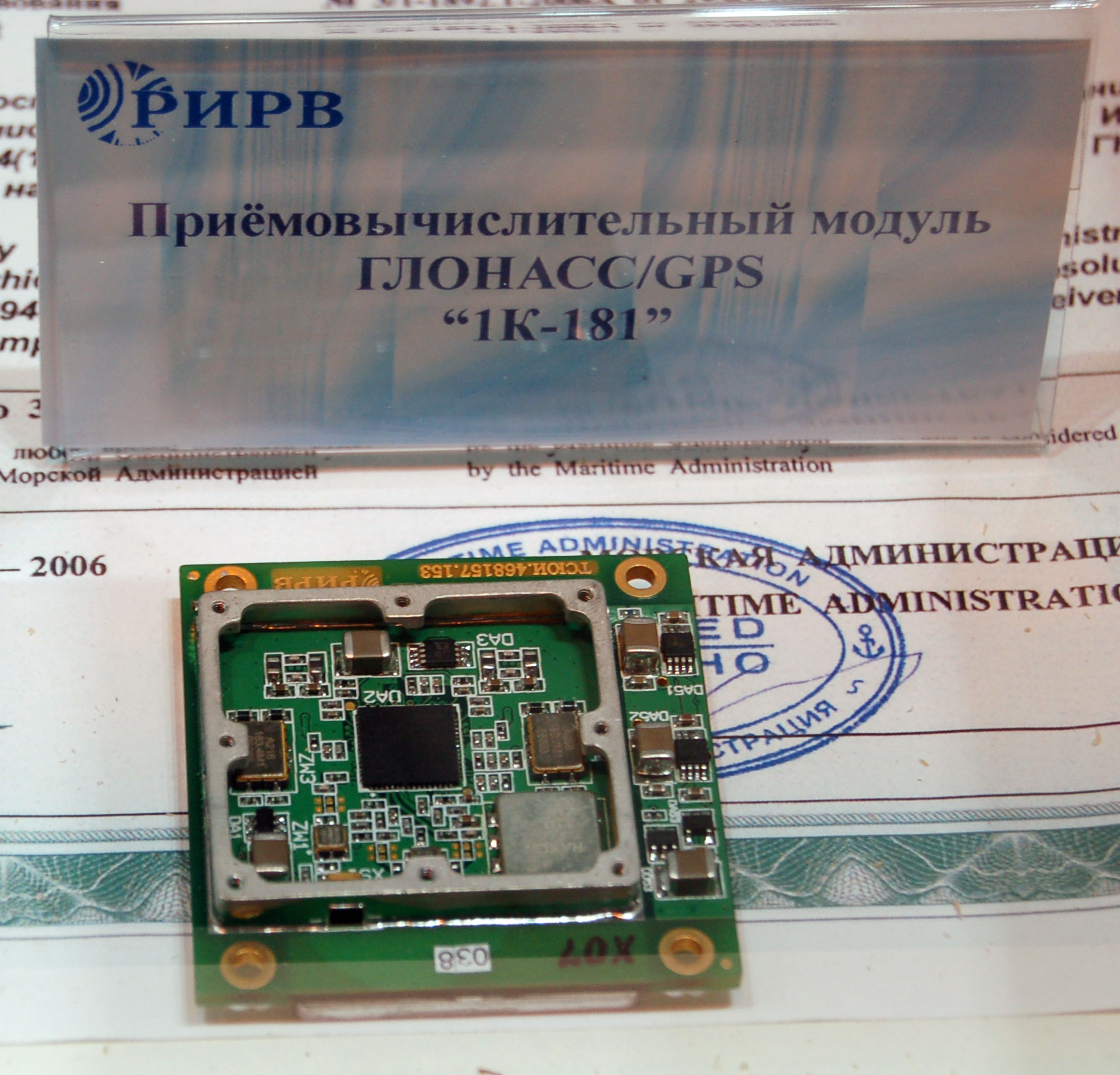
وحدة استقبال لنظامي غلوناس وجي بي أس

بدأ تطوير غلوناس في الاتحاد السوفيتي في العام 1976. بداية من 12 أكتوبر عام 1982، أطلقت العديد من الصواريخ التي أضافت الأقمار الاصطناعية إلى النظام حتى اِنْتُهِيَ من «كوكبة للأقمار الاصطناعية» في عام 1995. بعد الانتهاء، ساء حال النظام مع انهيار الاقتصاد الروسي. في وقت مبكر من العام 2000، في عهد رئاسة فلاديمير بوتين، أصبحت استعادة النظام من الأولويات العليا للحكومة، وزاد التمويل بشكل ملحوظ. يعد غلوناس حاليًا أكثر البرامج كلفة في ميزانية وكالة الفضاء الاتحادية الروسية، واستهلك ثلث ميزانيتها في عام 2010. بحلول عام 2010، حقق غلوناس تغطية بنسبة 100٪ لأراضي روسيا. وفي أكتوبر 2011 اُسْتُعِيدَت كوكبة كاملة في المدار تضم 24 قمرًا صناعيًا، مما يتيح تغطية عالمية كاملة. خضعت سواتل غلوناس لتصاميم عدة وترقيات، أحدث إصداراتها هو غلوناس-ك.

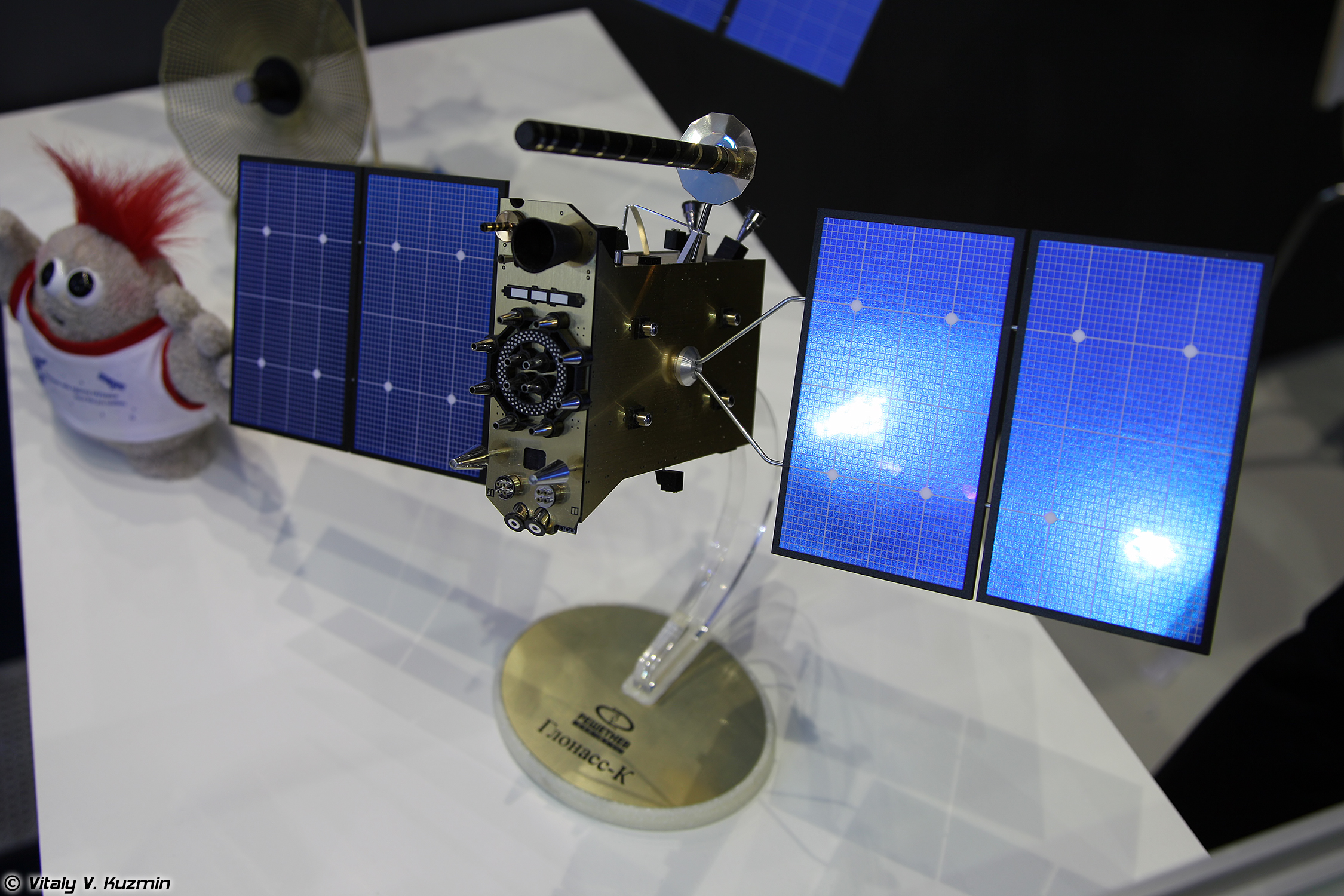
نمذج لقمر غلوناس-ك الأحدث من مجموعة غلوناس قيد الخدمة حالياً

 في 26 يوليو 2019، وافق البرلمان الروسي على اتفاقية للتعاون في استخدام نظام غلوناس مع نظام بايدو الصيني.

## دقة تحديد الموقع
تبلغ دقة التحديد باستخدام مستقبل غلوناس للأغراض المدنية لوحده 4.46–7.38م حسب موقع المستقبل أما منافسه جي بي أس فتبلغ 2.00–8.76م ويلاحظ ان جي بي أس أدق قليلاً في دوائر العرض الأقرب إلى القطبين، أما باقي المناطق فدقة غلوناس أفضل نظراً لأرتفاع مدار اقمار عن مدار جي بي أس. في حال اُسْتُخْدِم مستقبلات لكلا النظامين للأغراض المدنية فيلاحظ فرق كبير في الدقة من استخدام نظام واحد فتصل الدقة إلى 2.37–4.65م.

## الهواتف النقالة التي تدعم غولناس
في الوقت الحديث قامت شركات الهواتف النقالة بدعم غولناس بجانب نظام GPS ليصبح تحديد المواقع ادق وأفضل من استخدام GPS لوحده فيقدم نظام غلوناس الخدمة عن طريق 24 قمراً صناعياً بينما يعمل GPS بـ 31 قمر صناعي وبالتالي أصبح الهاتف قادراً على تحديد الموقع عن طريق 55 قمراً صناعياً.
وأوائل الهواتف الذي دعمت هذه التقنية هي:
سامسونج في جهاز Galaxy S III Galaxy Note II, Galaxy S4 , جهاز Galaxy S5 وما تلاها من أجهزه.
موتورولا التي دعمت “غلوناس” في جهاز Razr وما بعده.
آبل دمجت في أجهزتها نظام غلوناس بدأً من أجهزه iPhone 4s وماتلاه.
سوني إريكسون استخدمت نظام غلوناس في جهاز Xperia S وما تلاه من إصدارات.

## وصلات خارجية
- منظومة «غلوناس» الروسية للملاحة الفضائية، روسيا اليوم.